# Nils-Aslak Valkeapää
Nils-Aslak Valkeapää (født 23. marts 1943 i Enontekis, død 26. november 2001 i Esbo), også kendt som Áillohaš, var en finsk-samisk multikunstner, som er kendt både for sin digtning, sang, joik og billedkunst. Han boede i Käsivarsi i Finland og i Skibotn i Norge.
Han var også billedkunstner og komponist, blandt andet af musikken til filmen Veiviseren. 
Udgangspunktet for hans kunsten hans, hvad enten det var litteratur, musik eller billedkunst, var ofte joik, og det var også som joiker han startede sit mangesidige kunstnerlivet og først blev kendt. Valkeapääs billedkunst er præget af den samiske kultur i indhold, farvevalg og symboler. 
Derfor var han en inspirationskilde, ikke bare for samiske kunstnere, men også for urfolk rundt om i hele verden. 
Han blev vældig efterspurgt, så han turnerede og fremførte sin poesi og sine sange.
I 1991 var han den første same som blev tildelt Nordisk Råds Litteraturpris. 

## Priser og anerkendelser
- Joikede under åbningen af de olympiske vinterlege i Lillehammer i 1994.
- Nordisk Råds Litteraturpris (1991), for Beaivi áhčážan (dansk titel: Solen, min far).
- Tidningen VIs litteraturpris (1987)
- Nordisk sameråds ærespris (1985)

## Karriere
- uddannet som lærer.
- første sekretær for Verdensrådet for urbefolkninger (WCIP).

## Værk
- 1970 – Terveisiä lapista(Hilsen fra Sameland )

### Digtsamlinger
- 1974 – Gida ijat ja cuovgadat
- 1980 – Kevään yöt niin valoiset
- 1976 – Lavllo vizar biellociezas
- 1981 – Ádjaga silbasuonat
- 1985 – Ruoktu váimmus (Norsk titel: Vindens veier 1990)
- 1988 – Beaivi, Áhčážan (Norsk titel: Solen, min far 1990)
- 1994 – Nu guhkkin dat mii lahka – Så fjærnt det nære
- 1996 – Jus gazzebiehtár bohkosivccii
- 1999 – Girddán, seivvodan
- 2001 – Eanni, eannázan (norsk titel: Jorda, min mor 2006)

### Musik
- 1968 – Joikuja 10" EP
- 1973 – JJuoigamat" LP
- 1974 – Vuoi Biret-Máret, vuoi LP
- 1976 – De čábba niegut runiidit LP
- 1976 – Duvva, Áilen Niga Elle ja Áillohaš LP
- 1978 – Sámi eatnan duoddariid LP
- 1982 – Sápmi, vuoi Sápmi! LP
- 1982 – Davas ja geassái" LP
- 1988 – Beaivi, Ahcazan CD (Nils-Aslak Valkeapää & Esa Kotilainen)
- 1989 – Eanan, Eallima CD (Nils-Aslak Valkeapää & Esa Kotilainen)
- 1992 – Beaivi, áhčážan" 4xCD
- 1992 – Sápmi lottážan" CD
- 1994 – Goase Dusse (Loddesinfoniija/The Bird Symphony) CD
- 1994 – Dálveleaikkat" CD
- 2009 – Vuoi, Biret-Máret, vuoi!" CD
- 2010 – Alit Idja Lahkona – Blue Night Moving Closer) CD

### Filmmusik
- 1987 – Ofelaš (dansk titel: Vejviseren)